# Аракчаа, Куулар Мунзукович
Куулар Мунзукович Аракчаа (тув. Куулар Мунзук оглу Аракчаа; 15 июля 1922 — 13 февраля 1993) — тувинский писатель, журналист.

## Биография
Родился 15 июля 1922 года в местности Дагыр-Шеми Дзун-Хемчикского хошуна Тувинской Народной Республики. В семье было восемь детей. Самостоятельно научился читать и писать, в 1948 году окончил советско-партийную школу в Кызыле.
Работал секретарём первичной организации Тувинского Революционного Союза Молодёжи, заведующим отделом Овюрского хошунного комитета Революционного Союза Молодёжи, редактором Тувинского книжного издательства, сотрудником газет «Тыванын аныяктары», «Шын».
С 1956 года начал писать о природе, животных, так как увлекался охотой. Два года спустя была издана первая книга — «Хитрый марал». Далее последовали сборники прозы «Птичка-глашатай» (1963), «Золотое яйцо» (1967), «Мараленок» (1969), «Степные напевы» (1970), «За высокие удои» (1972).
Был не только писателем, но и переводчиком: переводил с монгольского и русского языков. Так, на тувинский были переведены рассказ Виталия Бианки «Первая охота», «Повесть о Зое и Шуре» Любови Космодемьянской, повести и рассказы Аркадия Гайдара, роман Этель Войнич «Овод», «Педагогическая поэма» Антона Макаренко.
Увлекался шахматами и изготовлением национальных музыкальных инструментов.
Его женой была филолог Зоя Борандаевна Чадамба: они прожили вместе 25 лет.
Член Союза журналистов СССР. Член Союза писателей Тувы.

## Награды и звания
- Медаль «За трудовое отличие»;
- Почётная грамота Президиума Верховного Совета Тувинской АССР.

## Основные публикации
- «Хитрый марал» (1958)
- «Кедровка» (1964)
- «Золотое яйцо»(1967)
- «Мараленок» (1969)
- «Удивительный соболь» (1974)
- «Маралья Сопка» (1985)
- «Ворон Кара-Ашака» (1990)